# 互相关

卷积、互相关和自相关的图示比较。运算涉及函数，并假定的高度是1.0，在5个不同点上的值，用在每个点下面的阴影面积来指示。的对称性是卷积和互相关在这个例子中相同的原因。

在统计学中，互相关有时用来表示两个随机矢量 X 和 Y 之间的协方差cov（X, Y），以与矢量 X 的“协方差”概念相区分，矢量 X 的“协方差”是 X 的各标量成分之间的协方差矩阵。
在信号处理领域中，互相关（有时也称为“互协方差”）是用来表示两个信号之间相似性的一个度量，通常通过与已知信号比较用于寻找未知信号中的特性。它是两个信号之间相对于时间的一个函数，有时也称为“滑动点积”，在模式识别以及密码分析学领域都有应用。
对于离散函数 fi 和 gi 来说，互相关定义为
{\displaystyle (f\star g)_{i}\equiv \sum _{j}{\overline {f_{j}}}\,g_{i+j}}
其中和在整个可能的整数 j 区域取和，{\displaystyle {\overline {f}}}表示复共轭。对于连续信号 f(x) 和 g(x) 来说，互相关定义为
{\displaystyle (f\star g,x)\equiv \int {\overline {f(t)}}g(x+t)\,dt}
其中积分是在整个可能的 t 区域积分。
互相关实质上类似于两个函数的卷积。

## 特性
- 互相关与卷积通过下式发生关系：

{\displaystyle f(t)\star g(t)={\overline {f(-t)}}*g(t)}
- 互相關並不滿足交換律：

{\displaystyle (f\star g,t)=({\overline {g}}\star {\overline {f}})(-t)}，
- {\displaystyle (f\star g)\star (f\star g)=(f\star f)\star (g\star g)}

- 由卷積定理可推得：

{\displaystyle {\mathcal {F}}\{f\star g\}={\overline {{\mathcal {F}}\{f\}}}\cdot {\mathcal {F}}\{g\}}，
其中{\displaystyle {\mathcal {F}}\{f\}}表示{\displaystyle f}的傅立葉變換。
- 如果{\displaystyle f}是一个埃爾米特函數：

{\displaystyle f\star g=f*g}
- 如果{\displaystyle f}和{\displaystyle g}都是埃爾米特函数：

{\displaystyle f\star g=g\star f}